# Bảo tàng Konstanty Laszczka ở Dobre
Bảo tàng Konstanty Laszczka ở Dobre (tiếng Ba Lan: Muzeum Konstantego Laszczki w Dobrem) là một bảo tàng tọa lạc tại số 2 Phố Kościuszko, Dobre, huyện Miński, tỉnh Mazowieckie, Ba Lan. Bộ sưu tập của Bảo tàng chủ yếu bao gồm các tác phẩm nghệ thuật của Konstanty Laszczka - nguyên hiệu trưởng của Học viện Mỹ thuật ở Kraków.

## Lịch sử hình thành
Bảo tàng Konstanty Laszczka ở Dobre được thành lập vào ngày 2 tháng 10 năm 1971 theo khởi xướng của Jan Zych và Ủy ban xã hội của Bảo tàng Laszczka. Các bộ sưu tập ban đầu của Bảo tàng là một số tác phẩm điêu khắc và kim loại do chính Konstanty Laszczka thực hiện vào năm 1936, được gia đình ông tặng cho Bảo tàng sau khi ông qua đời. Món quà cho Bảo tàng được bổ sung với các kỷ vật của K. Laszczka.
Trụ sở đầu tiên của Bảo tàng Konstanty Laszczka là trong các phòng học của một trường học địa phương. Năm 1980, các bộ sưu tập của Bảo tàng được chuyển đến tòa nhà mới, cũng là trụ sở của trạm cứu hỏa và Trung tâm Văn hóa Thị trấn. Từ năm 2018, Bảo tàng có một trụ sở mới là tòa nhà bên cạnh Văn phòng xã ở Dobre.

## Triển lãm
Bộ sưu tập của Bảo tàng Konstanty Laszczka ở Dobre hiện đang bao gồm: tác phẩm điêu khắc (mô tả những người nổi tiếng, các thành viên trong gia đình, động vật, và các thứ khác), phù điêu và huy chương. Bộ sưu tập của Bảo tàng còn bao gồm nhiều hiện vật và kỷ vật có liên quan đến cuộc đời của Konstanty Laszczka. Ngoài ra, Bảo tàng cũng có Phòng tưởng niệm Jan Zych.